# 0からの風
『0からの風』（ゼロからのかぜ）は、2007年製作の日本映画。
2000年4月の早稲田大学入学直後の一人息子を飲酒・無免許・無検車・無保険の暴走車の犠牲となり失った母親が「危険運転致死傷罪」の新設（一般市民による初めての法改正）に尽力した実話のを題材に、フィクションとして描かれた飲酒運転撲滅映画。
映画制作の趣旨は「生命のメッセージ展の活動を応援するため」であり、これに賛同する企業・個人の寄付金・協賛金で製作された。

## ストーリー
2000年4月のある朝、厚木市に住む主婦・茂木圭子は大学1年生の息子・零と会話をした後、いつものように大学に行く息子を見送る。しかしその夜警察からの電話を受けた圭子は、遺体安置所で零の遺体と対面という辛い現実と向き合うこととなる。圭子のショックは大きく、警察の零の事故死の話も頭に入らず、翌日の葬儀も親友・田村恵美の手を借りないといけないほどだった。後日雨の中零の事故現場に訪れた圭子は、取材に来たリポーター・上杉孝之を恵美に遮ってもらった後、人目もはばからず地面に伏して号泣する。
帰宅後圭子は零と亡き夫との日々を思い出して自分を奮い立たせ、翌日警察署で刑事から事故当時加害者・野崎順一は無免許状態で飲酒運転だったことを聞く。後日圭子は上杉と会って過去の悪質な交通死亡事故の凡例や、彼の知人弁護士の「野崎は3年程度で戻ってくる」との予想を聞く。息子を死に追いやった野崎への怒りと、悪質な運転に対する司法のあり方に不満を持った圭子は、法律を変えることを決意する。
圭子は恵美と街頭で危険運転厳罰化の署名活動を始めそれを上杉が番組で取り上げると、後日同じく量刑に不満を持つ事故の遺族が仲間に加わることに。数日後零の裁判では先の予想通り野崎に懲役3年3ヶ月という判決が下り、圭子は写真の零にもっと積極的に活動することを約束する。翌日圭子は焦る気持ちから署名活動中に恵美と意見を衝突させて仲違いするが、後日圭子は他の遺族とともに展示会を開く。そんな中圭子は零の代わりに大学生活を送ることを考え息子と同じ大学を受験することを決意し、空いた時間に独学で学び始める。
事故から1年が過ぎた頃37万人分もの署名を集めた圭子たち遺族は刑法改正のため国会に訪れ、法務委員会に出席する。圭子たちは、「悪質運転事故を減らすには厳罰化して世間への罪の重大さの周知が必要」と訴えかけ、国はその後新たに危険運転致死傷罪を創設する。距離を置いていた恵美と和解した圭子は、翌日事故現場に訪れて法律を変えたことと大学受験を零に報告すると、その時吹いた風に息子から励まされたように感じる。
さらに2年後、圭子は3度目の受験にして見事大学に合格しその後充実した学生生活を送る中、刑期を終えた野崎が出所する。後日保護司に付き添われ圭子の自宅に訪れた野崎が土下座し涙を流して謝罪すると、彼女は大切な家族を奪われた者として敢えて厳しい言葉をかける。別の日上杉と会った圭子は、「法律は変わったけど、悪質な運転者・事故の犠牲者を減らすためにこれからも闘い続ける」と告げる。数日後とある小学校で展示会を開いた圭子は、木の枝を揺らす風に息子の空気を感じた後、講堂の壇上から聴衆に命の大切さを語る。

## スタッフ
- 企画・監督：塩屋俊
- 脚本：江良至
- 音楽：寺田志保
- 主題曲：「0(ゼロ)からの風」

## キャスト
被害者家族と加害者
- 茂木 圭子：田中好子 … 零の母親
  - 普段は主婦の傍ら造形作家として自宅で作品を制作したり、週一回場所を借りて子供のための図画工作教室を開いている。夫の死後母一人子一人で、お互いを大切に思い合い明るく暮らしてきた。零のことを人前でも“零くん”と呼んでいる。元来朗らかでお茶目な性格だが、息子を亡くした後やや情緒不安定気味になり時々感情的になったり自分の考えを周りの人に押し付けることが増える。受験勉強では過去に零が使った参考書や英単語帳などを使って学び、早稲田大学第2文学部合格を目指す。

- 茂木 零（れい）：杉浦太陽 … 飲酒運転事故の被害者
  - 圭子の一人息子。一浪後、早稲田大学に入学したばかりの19歳。圭子のことを“圭子さん”と呼んでおり気取らない友達のような親子関係を築いているが、恋愛話だけは秘密主義を貫いている。ちなみに茂木家の留守番電話の応答メッセージは、以前自身が吹き込んだものを使っている。母親想いで正義感があり将来は「両親のような周りを幸せな気持ちにさせる人になりたい」と思っている。しかし4月のある日用事で帰宅が遅くなり一人で道を歩いていた所事故に遭い帰らぬ人となる。

- 野崎 順一：袴田吉彦 … 加害者
  - 33歳。友人の結婚式の二次会で酒を飲んだ後車で帰宅中、横断歩道を渡っていた零を跳ねて死なせる。事故当時は飲酒運転に加え、無免許、無車検、速度違反。事故後の刑事の話によると「野崎が5歳の頃に、脳出血で倒れて寝たきりになった父親を、母と2人で介護している。この影響で職を転々としている」とのこと。

飲酒運転事故（別件）の被害者家族
- 篠原 美由紀：佐藤仁美
  - 小学生の兄妹を持つ母。1年前に交差点を猛スピードで信号無視で侵入してきた車により姉と甥っ子で亡くしている。幸せだった姉家族の人生を狂わされ、加害者に禁錮2年6ヶ月の軽い判決が出たことに怒りと哀しみの感情を抱いている。テレビで危険運転撲滅を訴える圭子のニュースを見た後、彼女に手紙を出したことがきっかけで一緒に署名活動や展示会の準備などを始める。

- 岡野 隆一：菅原大吉
  - 圭子とは美由紀からの紹介で夫婦で知り合う。数年前に高速道路でトラックによる飲酒運転の事故で幼い娘2人を亡くしている(事件自体は圭子もニュースで見ていたため知っている)。ちなみにこの事故の加害者は、5年の求刑に対し下された判決は4年。咲江と一緒に危険運転の法律を変える圭子の活動に賛同する。

- 岡野 咲江：中島ひろ子
  - 隆一の妻。圭子たちと街頭で市民に署名協力を訴えるが、後日彼女の一言が元で小競り合いを起こす。その後法務委員会で、飲酒運転は車を凶器に変えるのに、一般的な殺人よりはるかに軽い刑罰で済まされてしまうことに疑問を投げかける。

その他
- 田村 恵美（えみ）：多崎オリエ … 圭子の親友
  - 遺体安置所に零の身元確認をしにいく圭子に付き添ったり、彼の葬儀を手伝うなど彼女を精神的に支える。また、一軒家で一人暮らしとなった圭子のために時々自宅に訪れては、寂しさを紛らわせるために楽しく雑談を交わすなどしている。思いやりがありしっかり者な性格。危険運転の厳罰化を訴える彼女に賛同するが、後日署名活動中に彼女との温度差を感じ友人関係が揺らぐ。

- 上杉 孝之：田口トモロヲ … 報道記者
  - “にっぽうテレビ”の社員で、周りから“うえさん”と呼ばれている。零の事故現場のリポートを担当し、そこで偶然圭子と出会ったことがきっかけでその後の裁判の行方も追うようになる。仕事上辛い状況にある被害者にもマイクを向けることはあるが、実直な性格で基本的に無理強いはしない。「私たちの力で法律を変える」という圭子の言葉に突き動かされ、彼女たちの署名活動や展示会にも足を運ぶ。

- 橋本 浩介：佐渡山順久 … 報道カメラマン
  - 仕事ではいつも上杉と行動を共にしている。マスコミの仕事をしているが人の気持ちに寄り添う優しい性格で時に涙を見せることもある。最愛の息子を亡くした圭子を不憫に思い、事故を起こした順一に憤りを感じる。上杉と同じく圭子の活動に協力する。

- 茂木 晋：豊原功補 … 零の亡くなった父親
  - 故人。ピアニスト。詳細は不明だが、零が10代の頃に病死した模様。零が母親を“圭子さん”と呼んでいるのは、生前自身が妻をそう呼んでいた影響。生まれる前の零のために「Winds of zero」という曲を作っている。その後小学生の零にピアノを教えたり、前述の曲を自身が弾いて家族に聴かせるなどしていた。

- 麻衣子：金ヶ江悦子 … 零の恋人
  - 事故当時零が付き合っていた相手。零の欄で先述したように圭子には自身の存在を知られておらず、事故から3年後の展示会で初めて彼女と出会う。また、その場で零の親友に勧められて「Winds of zero」の曲をピアノで弾く。

- 尾崎 克哉：大倉裕真
- 安藤絵里菜

## 撮影地
- 関西大学（早稲田大学の設定）
- 阪急電鉄箕面駅

## その他
- 田中好子（2011年4月21日に死去）の最後の主演映画作であり、「TOHOシネマズ六本木ヒルズ」（4月30日～5月13日）、「いのちのミュージアム」（4月29日 - 5月8日）などにて、緊急追悼上映されることとなった[6]。